# Say a Prayer for the Boys Over There
Say a Prayer for the Boys Over There (deutsch: Ein Gebet für die Jungs drüben) ist ein Lied aus dem Film Hers to Hold, das von Deanna Durbin vorgetragen wird. Der Film thematisiert den Eintritt der USA in den Zweiten Weltkrieg und den Abschied einer jungen Frau von ihrem Mann, der eingezogen worden ist. Im Lied wird darum gebeten, über die Jungs drüben zu wachen, die für die Freiheit eintreten. Alle arbeiten Hand in Hand, um dieses wunderbare Land zu erhalten. Wir alle können etwas tun, indem wir mit unseren Gedanken dazu beitragen, dass unsere Lieben sicher durch diese Zeit kommen. Das Copyright für den Song lag 1943 bei Southern Music Pub. Co. N.Y.; Southern Music Pub. Co. Ltd. London WC2.

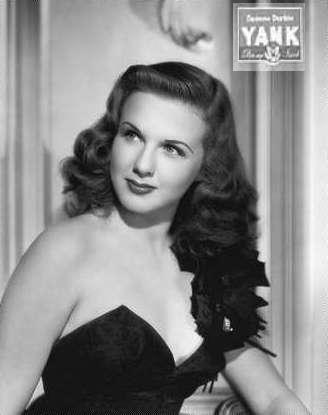
Deanna Durbin, die das Lied gesungen hat

Auf der Oscarverleihung 1944 waren Jimmy McHugh (Musik) und Herb Magidson (Text) mit Say a Prayer for the Boys Over There in der Kategorie „Bester Song“ für den Oscar nominiert, hatten jedoch das Nachsehen gegenüber Harry Warren und Mack Gordon und deren Lied You’ll Never Know aus dem Film Hello Frisco, Hello.
Der Song wurde auch von Billy Ternent and His Orchestra aufgenommen und befindet sich auf seinem Album We’ll Meet Again. Terri Stevens nahm das Lied für ihr Album It’s Been a Long, Long Time auf. Eileen Farrell nahm den Song 1943 auf und Bob Hart 1944.